# La Devesa (l'Estany)
La Devesa és una muntanya de 971,2 metres d'altitud del terme municipal de l'Estany, a la comarca del Moianès.
Està situada al sector central del terme, a ponent del nucli urbà de l'Estany, damunt seu mateix. És al capdamunt, nord-est, del Serrat del Masot, al sud del Collet de Sant Pere i al nord de la Sagrera. També és l'extrem oriental del Serrat de Puigmartre.